# Dobrovolný svazek obcí Podborsko
Dobrovolný svazek obcí Podborsko je svazek obcí (dle § 49 zákona č.128/2000 Sb. o obcích) v okresu Náchod, jeho sídlem jsou Žďárky a jeho cílem je všestranná spolupráce a ochrana společných zájmů členských obcí a plynofikace obcí. Sdružuje celkem 2 obce a byl založen v roce 2002.

## Obce sdružené v mikroregionu
- Vysoká Srbská
- Žďárky